# ميريا بيلمونتي غارثيا
ميريا بيلمونتي غارثيا (بالإسبانية: Mireia Belmonte García، ولدت في 10 نوفمبر 1990، بادالونا، برشلونة، إسبانيا) سبّاحة إسبانية.
حصلت على ميداليتين فضيتين في دورة الألعاب الأولمبية الصيفية عام 2012 في لندن، كما حازت على ثلاث ميداليات ذهبية في بطولة العالم للسباحة بالأحواض القصيرة عام 2010، وعلى ميداليتين ذهبيتين في بطولة أوروبا للسباحة عام 2008، وعلى خمسة ميداليات ذهبية في بطولات أوروبا للسباحة بالأحواض القصيرة.

## إنجازاتها

### الألعاب الأولمبية الصيفية
- 2012 لندن  المملكة المتحدة:  ميدالية فضية في سباق 200 متر فراشة.
- 2012 لندن  المملكة المتحدة:  ميدالية فضية في سباق 800 متر حرة.

### بطولة العالم للسباحة بالأحواض القصيرة (25 متر)
- 2008 مانشستر  المملكة المتحدة:  ميدالية فضية في سباق 200 متر فردي متنوع.
- 2008 مانشستر  المملكة المتحدة:  ميدالية برونزية في سباق 400 متر فردي متنوع.
- 2010 دبي  الإمارات العربية المتحدة:  ميدالية ذهبية في سباق 200 متر فراشة.
- 2010 دبي  الإمارات العربية المتحدة:  ميدالية ذهبية سباق 200 متر فردي متنوع.
- 2010 دبي  الإمارات العربية المتحدة:  ميدالية ذهبية سباق 400 متر فردي متنوع.
- 2010 دبي  الإمارات العربية المتحدة:  ميدالية فضية في سباق 800 متر حرة.

### بطولة أوروبا للسباحة
- 2008 آيندهوفن  هولندا:  ميدالية ذهبية في سباق 200 متر فردي متنوع.
- 2008 آيندهوفن  هولندا:  ميدالية برونزية في سباق 200 متر فراشة.
- 2012 ديبرسين  المجر:  ميدالية ذهبية في سباق 1.500 متر حرة.
- 2012 ديبرسين  المجر:  ميدالية فضية في سباق 400 متر حرة.

### بطولة أوروبا للسباحة بالأحواض القصيرة (25 متر)
- 2007 دبرسن  المجر:  ميدالية فضية سباق 400 متر فردي متنوع.
- 2008 ريجيكا  كرواتيا:  ميدالية ذهبية سباق 400 متر فردي متنوع.
- 2009 إسطنبول  تركيا:  ميدالية فضية سباق 400 متر فردي متنوع.
- 2011 شتتين  بولندا:  ميدالية ذهبية في سباق 400 متر حرة.
- 2011 شتتين  بولندا:  ميدالية ذهبية في سباق 200 متر فراشة.
- 2011 شتتين  بولندا:  ميدالية ذهبية في سباق 200 متر فردي متنوع.
- 2011 شتتين  بولندا:  ميدالية ذهبية في سباق 400 متر فردي متنوع.

## روابط خارجية
- ميريا بيلمونتي غارثيا على موقع الاتحاد الدولي للسباحة (الإنجليزية)
- ميريا بيلمونتي غارثيا على موقع SwimRankings.net (الإنجليزية)
- ميريا بيلمونتي غارثيا على موقع اللجنة الأولمبية الدولية (الإنجليزية)
- ميريا بيلمونتي غارثيا على موقع أوليمبيديا (الإنجليزية)
- ميريا بيلمونتي غارثيا على موقع اللجنة الأولمبية الإسبانية (الإسبانية)